# 아파크구

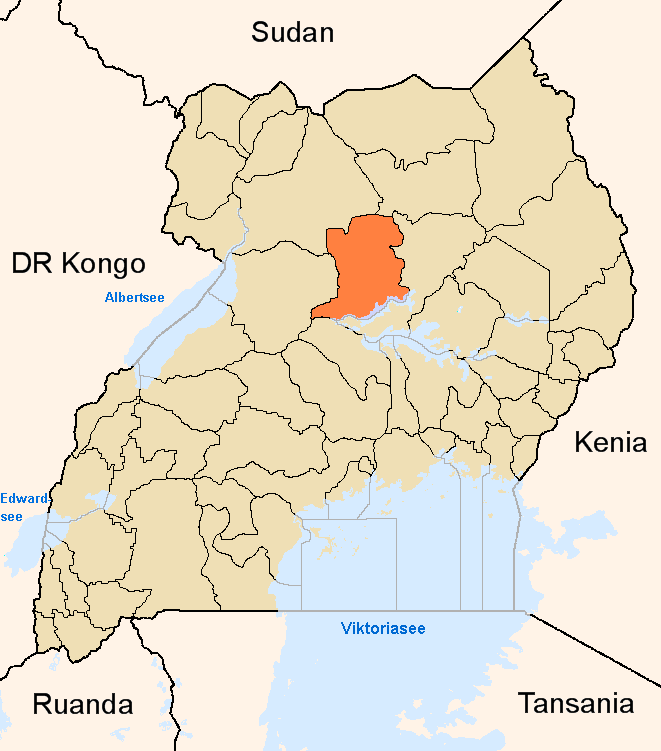
아파크 구의 위치

아파크구(Apac)는 우간다 중북부에 위치한 구로, 행정 중심지는 아파크이며 인구는 676,244명(2002년 인구 조사 기준)이다.
행정 구역상으로는 북부 주에 속하며 3개 군(콜레 군, 크와니아 군, 마루지 군)을 관할한다. 북동쪽으로는 리라 구, 동쪽으로는 모코로 구, 남쪽으로는 크와니아 호를 경계로 아몰라타르 구와 인접해 있고 남서쪽으로는 나카송골라 구, 서쪽으로는 마신디 구와 접한다.